# Pinheiro Machado
José Gomes Pinheiro Machado (Cruz Alta, 8 de maio de 1851 — Rio de Janeiro, 8 de setembro de 1915) foi um político brasileiro, tendo sido um dos mais influentes da República Velha (1889-1930). Era conhecido como "o condestável da República" e símbolo da "política dos governadores".

## Formação
Filho de Antônio Gomes Pinheiro Machado e Maria Manoela de Oliveira Ayres, Pinheiro Machado estudou na Escola Militar e aos quinze anos abandonou o curso para lutar, como voluntário e contra a vontade paterna, na Guerra do Paraguai. Deixou o exército em 1868 e permaneceu durante algum tempo na fazenda de seu pai, no Rio Grande do Sul, para se recuperar do desgaste físico sofrido em batalha.
Após esse período, viajou para São Paulo, onde se formaria em 1878 pela Faculdade de Direito do Largo de São Francisco.

## Propaganda republicana
Ainda estudante, formou com alguns colegas o Clube Republicano Acadêmico e fundou o jornal A República. Após a sua formatura, casou-se, ainda em São Paulo, com Benedita Brazilina da Silva Moniz e voltou para o Rio Grande do Sul, onde passou a exercer a advocacia na cidade de São Luís das Missões, atual São Luiz Gonzaga, e ainda fundou o primeiro partido republicano daquela província.
Ardoroso defensor do estabelecimento da República no Brasil, lançou-se à propaganda com republicanos como Venâncio Aires, Demétrio Ribeiro, Apolinário Porto Alegre, Ramiro Barcelos, Joaquim Francisco de Assis Brasil e Júlio Prates de Castilhos, de quem ficou amigo.

## Política

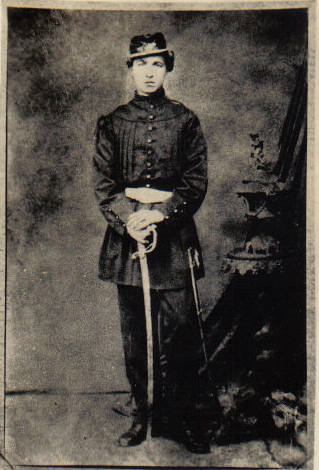
Pinheiro Machado aos 15 anos, no Corpo de Voluntários da Pátria.

Logo depois da proclamação da república brasileira (1889), foi eleito senador, participando a seguir da constituinte (1890/1891), na cidade do Rio de Janeiro. Com a eclosão da Revolução Federalista (1893-1895) no seu estado natal, em 1893, deixou a sua cadeira no Senado Federal do Brasil, para combater o movimento armado no comando da Divisão Norte, por ele organizada. A licença para comandar tal divisão foi motivo de alguma controvérsia no Senado, mas por fim foi-lhe dada a autorização, lembrando que já possuía experiência de combate na Guerra do Paraguai.
Derrotou os revolucionários comandados por Gumercindo Saraiva na Batalha de Passo Fundo (1894), fato esse que lhe valeu a patente de general de brigada honorário. Retornou ao senado, onde permaneceu até a sua morte.
Em 1897 foi acusado de ordenar — em conluio com Francisco Glicério e outros políticos — o atentado contra o então presidente Prudente de Morais, na entrada do Arsenal de Marinha, em que morreu o general Carlos Machado de Bittencourt. A acusação lhe custou alguns dias de prisão, mas diante da falta de provas, foi libertado.
Os partidos da República Velha eram constituídos em âmbito regional, como o Partido Republicano Paulista, o Partido Republicano Rio-grandense e outros. Pinheiro Machado, com a sua ampla visão política, adiantou-se no seu tempo ao fundar um partido político nacional, o Partido Republicano Conservador – PRC.
Em 1902 tornou-se vice-presidente do senado brasileiro, onde passou a controlar a Comissão de Verificação de Poderes, cuja função era a de definir quais candidatos eleitos pelo voto poderiam tomar posse, poder de julgamento da regularidade e licitude das eleições, hoje, da competência da justiça eleitoral. Com este poder em mãos, eliminou no nascedouro diversos mandatos parlamentares.
Pinheiro Machado atingiu a sua máxima influência quando Nilo Peçanha assumiu a presidência, após a morte de Afonso Pena, em 1909. Apoiou a candidatura do marechal Hermes da Fonseca à presidência da República em oposição a Rui Barbosa, apoiado pelos estados de São Paulo e Bahia. O resultado das eleições foi de 403 800 votos para Hermes contra 222 800 para Rui. Na época, o normal era que um candidato de oposição recebesse de 20 a 30 mil votos. No mandato de Hermes, o poder de Pinheiro Machado atingiu o seu ápice, onde teve papel predominante na política das salvações, movimento que visava apaziguar as disputas entre as oligarquias regionais. Uma piada publicada pela revista "O Gato", em 1913, resumia bem o poder de Pinheiro Machado. Segundo a piada, no dia em que deixava o Palácio do Catete, Hermes da Fonseca teria dito a Venceslau Brás, seu sucessor na presidência da república: "Olha Venceslau, o Pinheiro é tão bom amigo que chega a governar pela gente".
Pretendia se candidatar à sucessão presidencial em 1914, mas articulações de seus oponentes impediram seu intento. Voltou então aos bastidores, de onde pretendia continuar manipulando à distância os jogos parlamentares e a política dos estados. Tinha imenso prestígio no Rio Grande do Sul e na região Nordeste, mas já colecionava um imenso número de desafetos noutras regiões. Em janeiro de 1915, enfrentou o clamor das ruas da Capital Federal, quando foi apupado por partidários de Nilo Peçanha, cuja eleição para a presidência do estado do Rio de Janeiro quase fora impedida por vontade de Pinheiro Machado. Milhares de "nilistas" pediam por sua cabeça. Meses mais tarde, ao impor o nome de Hermes da Fonseca como Senador pelo Rio Grande do Sul, quase foi linchado por uma multidão feroz que o aguardava na porta do Senado. Foi nesta ocasião que Pinheiro Machado disse uma de suas mais célebres frases, ao ordenar ao cocheiro que o apanhara na porta do Palácio do Conde dos Arcos e que lhe perguntara como deveriam sair dali: "Nem tão devagar que pareça afronta, nem tão depressa que pareça medo!".

## O assassinato

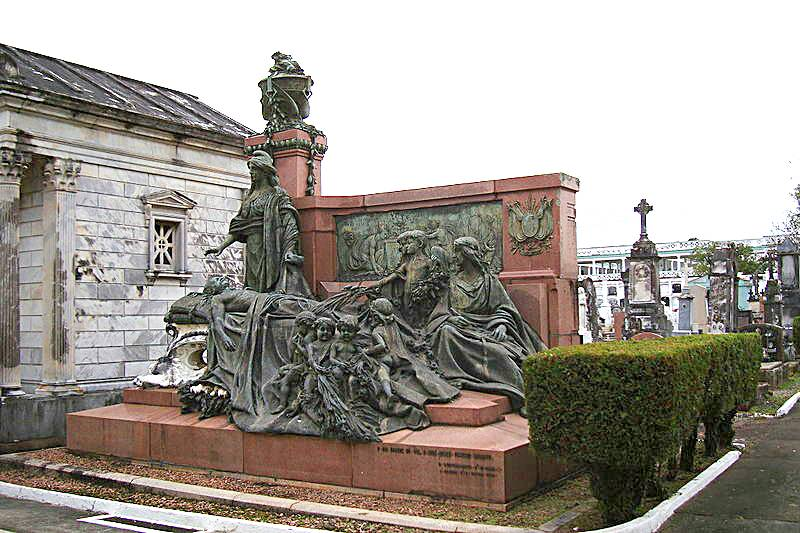
Túmulo de Pinheiro Machado, no cemitério da Santa Casa de Misericórdia de Porto Alegre.

Pinheiro Machado foi assassinado com uma punhalada pelas costas por Manso de Paiva, às 16h30 de 8 de setembro de 1915. O senador foi atacado no saguão do Hotel dos Estrangeiros, no Flamengo, onde visitaria Rubião Júnior, político do Partido Republicano Paulista. Vinha do Senado e estava em companhia dos deputados federais paulistas Cardoso de Almeida e Bueno de Andrade. Suas últimas palavras teriam sido: "Ah, canalha! Apunhalaram-me!". Manso de Paiva entregou o punhal sujo de sangue a Cardoso de Almeida e calmamente esperou que a polícia chegasse ao hotel para prendê-lo. Pelo resto de sua vida, Manso de Paiva insistiria que agiu por conta própria.
Meses antes, Pinheiro Machado previra sua própria morte em entrevista ao jornalista João do Rio: "Morro na luta. Matam-me pelas costas, são uns 'pernas finas'. Pena que não seja no Senado, como César...".
O crime gerou uma enorme comoção nacional. Com a sua morte, o Partido Republicano Conservador, do qual era presidente, praticamente desapareceu.
Galdino Siqueira foi o Promotor Público do caso.

## Vida pessoal
José Gomes Pinheiro Machado era casado com Benedita Brazilina Pinheiro Machado, mais conhecida como "Dona Nha-Nhã", desde 5 de agosto de 1876. No Rio de Janeiro, o casal residia numa das mais belas e famosas residências da então Capital Federal: o Palacete do Morro da Graça, em Laranjeiras, comprado em 1897, e ainda existente.

## Galeria de imagens

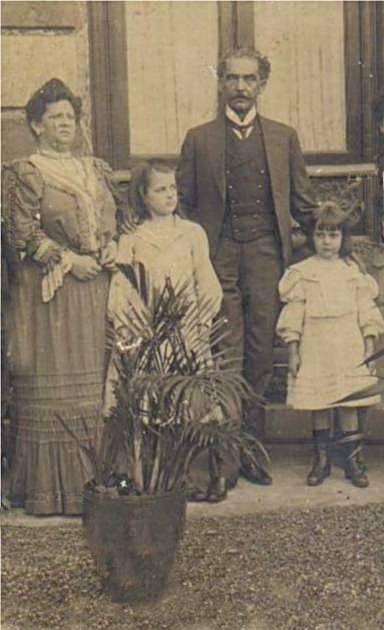
Com familiares
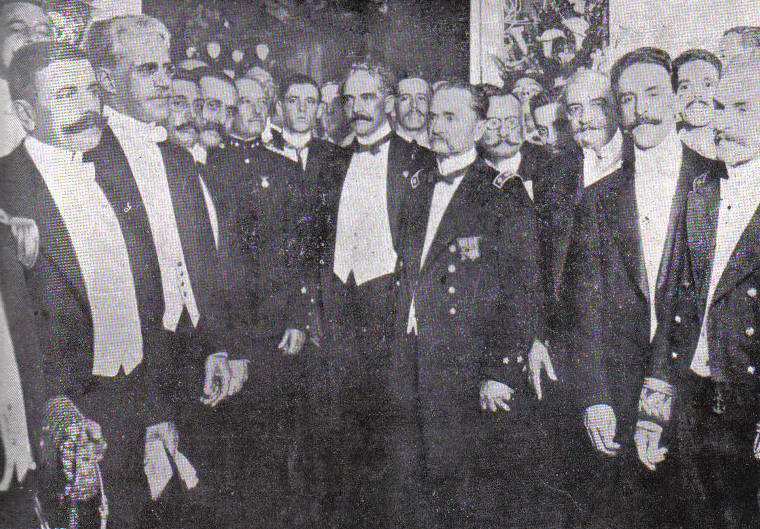
Recepção no solar do Morro da Graça
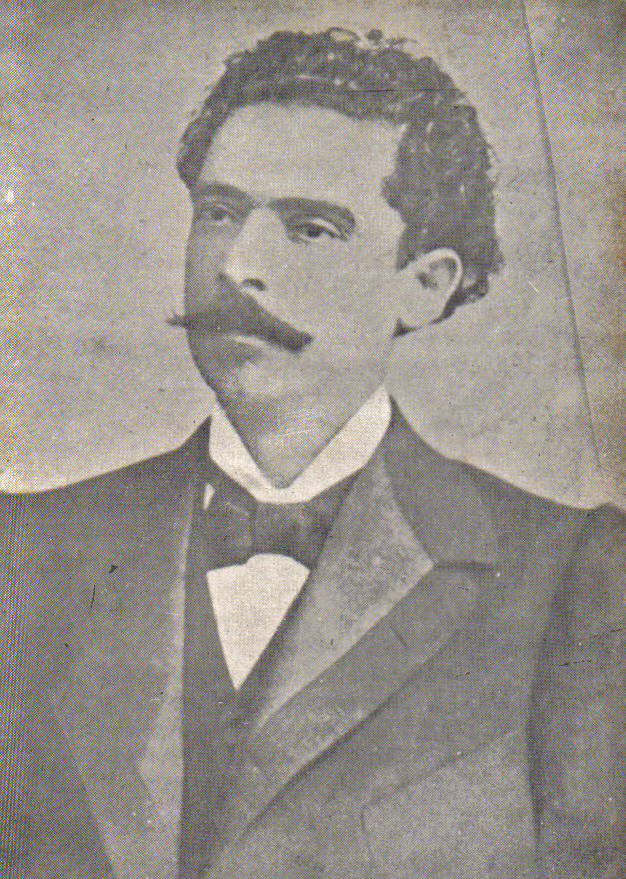
Aos 45 anos de idade
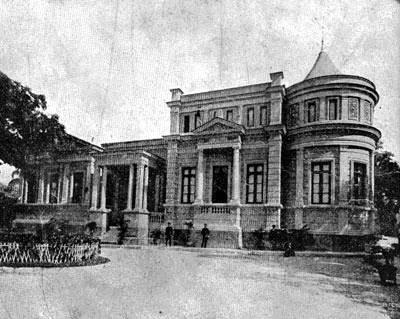
O Palacete do Morro da Graça